# Pierre-Eugène de Surbeck
Pierre-Eugène de Surbeck, dit aussi Eugène-Pierre, né le 15 décembre 1678 à Paris, et  mort le 1er septembre 1741 à Bagneux, est un militaire d'origine suisse au service du Royaume de France, seigneur des fiefs de Garlande et de Sainte-Clotilde. 

## Biographie
Fils unique d'Anne de Blondeau et de Jean-Jacques de Surbeck (1644-1714), son père veuf se remarie le 16 septembre 1696 avec Marie-Magdeleine Chapellier, fille de messire Chapellier et de Catherine de Guisse dans la chapelle de leur château de Garlande. Le père de la mariée meurt en fin d'année, et le couple de Surbeck s'installe à Garlande. 
Louis XV en 1704 fit son père, baron héréditaire pour son fief de Garlande à Bagneux que l'abbé Jean Lebeuf donne comme la plus belle de la commune.
Son père avait également un logement à Paris, rue de la Sourdière. Jean-Jacques de Surbeck, séparé de biens de sa femme, il lui rachète la seigneurie de Garlande et le fief Sainte-Clotilde à Bagneux ainsi que divers terrains à Châtillon, Sceaux, Antony le 15 janvier 1708. Ses biens reviennent à son unique fils qu'il a eu d' Anne de Blondeau, Pierre-Eugène de Surbeck
Pierre-Eugène épouse le 10 juillet 1724, Louise-Bénédicte de Guiry (1705-Bagneux septembre 1725), dans la chapelle de son père  Louis de Guiry (1680-1746) dit le  Comte de Guiry-Roncière, filleul du Grand-Dauphin, Louis de Bourbon, comte de Guiry, exempt des Gardes du Corps du Roi, Lieutenant-Général en Aunis, Oléron, Île-de-Ré, et terres adjacentes, Gouverneur de La Rochelle, mestre de camp de cavalerie, chevalier de Saint-Louis, bourgeois de Bagneux, et de Marie de Malézieux (1682-après.1706), fille de Nicolas de Malézieux (1650-1727), seigneur de Châtenay, chancelier de Dombes, secrétaire général des Suisses et Grisons de France, précepteur du duc du Maine. En 1725 elle lui donne un garçon et meurt en couches à l'âge de 20 ans. L'enfant sera ondoyé puis baptisé en 1727 à la chapelle de Garlande, avec le duc et la duchesse du Maine pour parrain Louis Auguste de Bourbon (1670-1736), et son épouse Louise Bénédicte de Bourbon (1676-1753), fille du prince de Condé et fondatrice de l'Ordre de la Mouche à miel, pour marraine. Il porte les prénoms de ses augustes parrains: Louis Auguste Benoît de Surbeck
Lorsqu'il n'est pas retenu à la guerre, s'adonne à ses passions, dans son domaine de Garlande à Bagneux, proche de Paris à savoir, la numismatique et la bibliophilie, mais également la botanique et des recherches sur les sciences naturelles. Il excelle depuis tout jeune dans l'une comme dans l'autre et ses compétences dépassent largement le stade de l'amateur éclairé. Il sera d'ailleurs nommé assez tardivement correspondant de l'Académie des Inscriptions et Belles-Lettres. Il eut le privilège de visiter le cabinet des médailles du duc du Maine: Louis-Auguste de Bourbon, colonel des Gardes suisses comme il le dit en latin dans son catalogue, ainsi que ceux de Louis-François de Fontenu (1667-1759) dit: l'abbé de Fontenu dont il entrera en possession du médailler, ceux également de Jean-François Foy-Vaillant (1665-1708) possédant les riches collections de son père Jean Foy-Vaillant (1632-1706), de Nicolas-Joseph Foucault (1643-1721) et du père Étienne Chamillard (1656-1730) de la Compagnie de Jésus. Il rédigera deux catalogues à partir de ces collections et des siennes. 
En 1731, il reçoit dans son Château de Garlande à Bagneux, un jeune homme plein de recommandations qui répond au nom de Jean-Jacques Rousseau dont c'est le premier voyage à Paris. Il ne gardera pas un bon souvenir de son hôte qu'il rencontre à plusieurs reprises et qui oublie même de lui offrir un verre d'eau.
Il fut le premier à souhaiter une école sur le territoire de Bagneux pour les enfants pauvres, et pour sa réalisation il vend un terrain. Elle ouvre pour les garçons en 1725, grâce aux subsides de généreux donateurs.
Lorsqu'il meurt dans son château le 1er septembre 1741, les honneurs militaires lui furent rendus par un détachement de deux cents gardes suisses qui accompagna le convoi funèbre du château à l'église Saint-Hermeland de Bagneux où il fut inhumé aux côtés de son épouse devant l'autel de la Vierge. Leur dalle funéraire disparut à la Révolution française.

## Carrière militaire

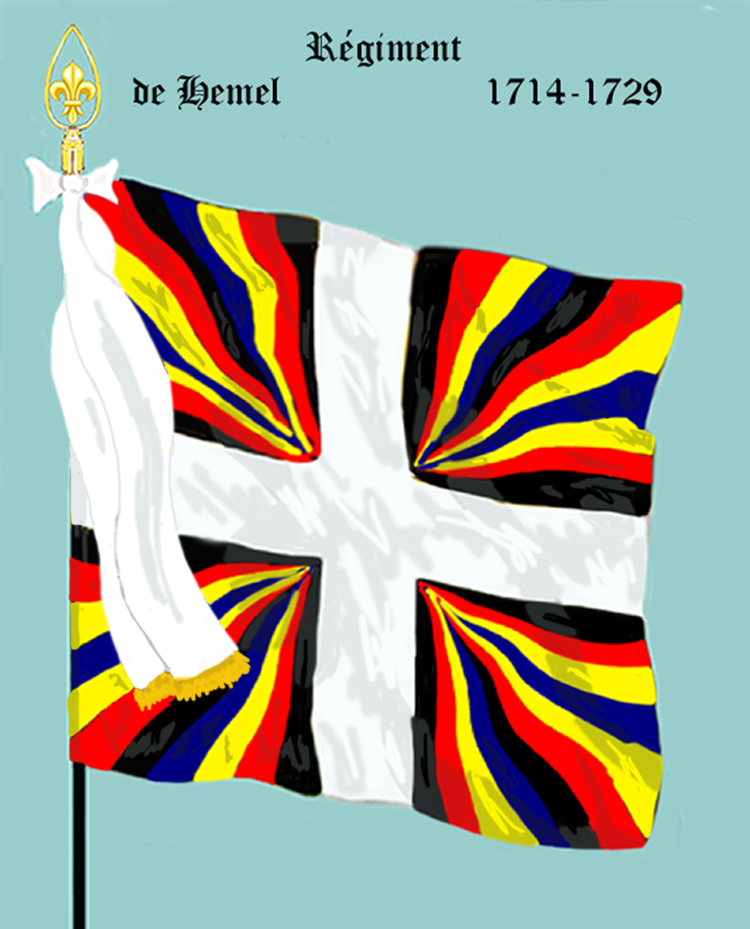
régiment d’Hemel de 1714 à 1729
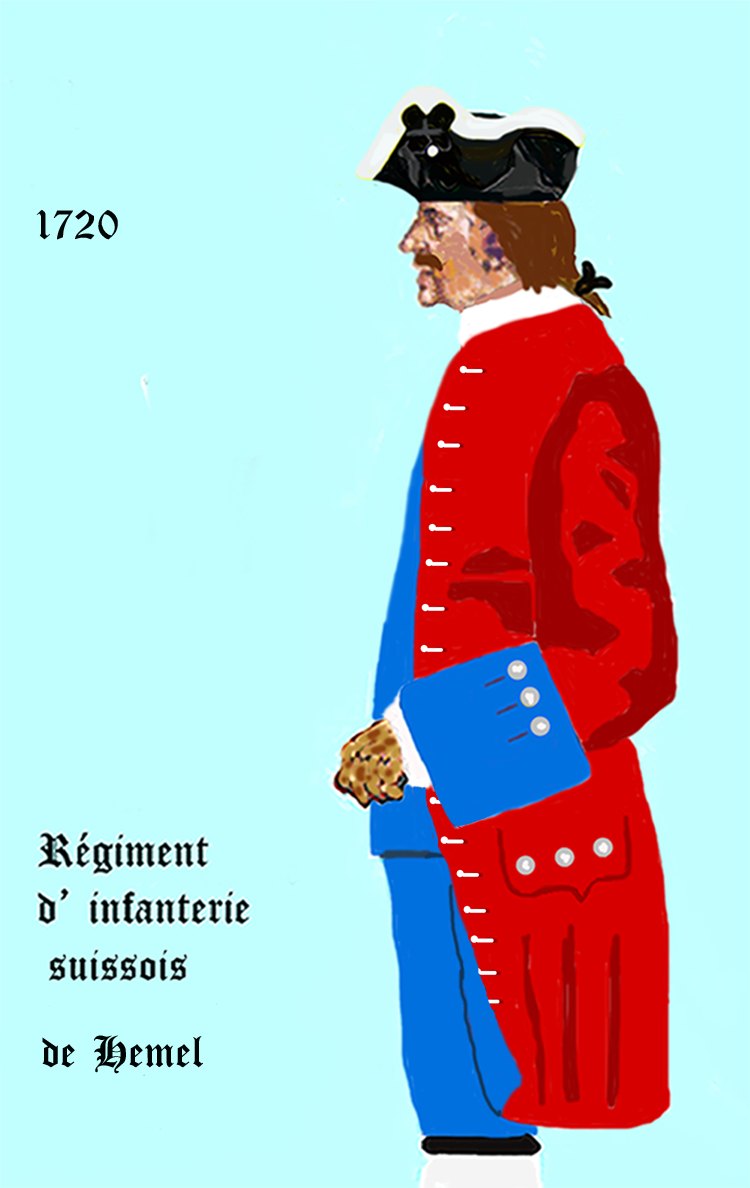
régiment d’Hemel de 1720 à 1729

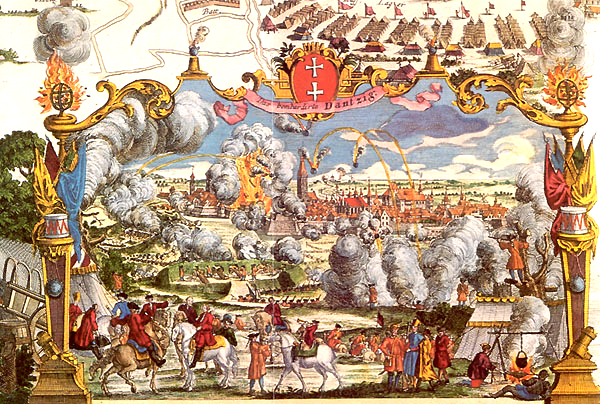
Le siège de Danzig en 1734

Il commença sa carrière dans les armes  puis en 1695 comme cadet aux Suisses à la caserne de Rueil-Malmaison, et en 1696 comme enseigne dans le régiment de son père, avant de devenir major de brigade du régiment suisse au siège de Landau, en 1702 et en 1703 à la bataille de Spire. Il participa à la plupart des batailles qui se déroulèrent entre 1700 et 1740. Flandre en 1704 , Alsace en 1705, Denain, Hongrie. Louis XV le fait brigadier en 1738. Il devient Colonel dans le Régiment de Hemel à la mort de son père, il est fait Chevalier de Saint-Louis ce qui lui vaut une pension de mille louis

## Écrits
Deux manuscrits de la même écriture, figurant dans le catalogue de la vente du numismate:  Théodore-Edme Mionnet (1770-1842) sous les numéros:
- No 270:  Grand Médailler général des Empereurs grecs et romains, manuscrit, in fol max de 325.p. aux armes de Surbeck
- No 271: Imperatorum Augustarum et Caesarum Numismala a Pompeio ad Traianum Decium a comite Mediobarbo Birago ordine chronologico disposita aeris magnitudine distincta pluribus restitutionibus et additamentus correcta et aucta a DPEDS 1718,  Manuscrit in fol max: de 416.p. v. marb., aux armes de Surbeck.

Acquisition par la Bibliothèque nationale de France, rangés dans les réserves du Département des Monnaies et Médailles

## Armoiries
« d'or à la bande de sable, chargée de trois roses de gueules et accostée de deux membres d'aigle du second, les serres en fasce ».

## Régiments
- Régiment de Surbeck le 16 octobre 1692.

- drapeaux d’Ordonnance

"drapeaux
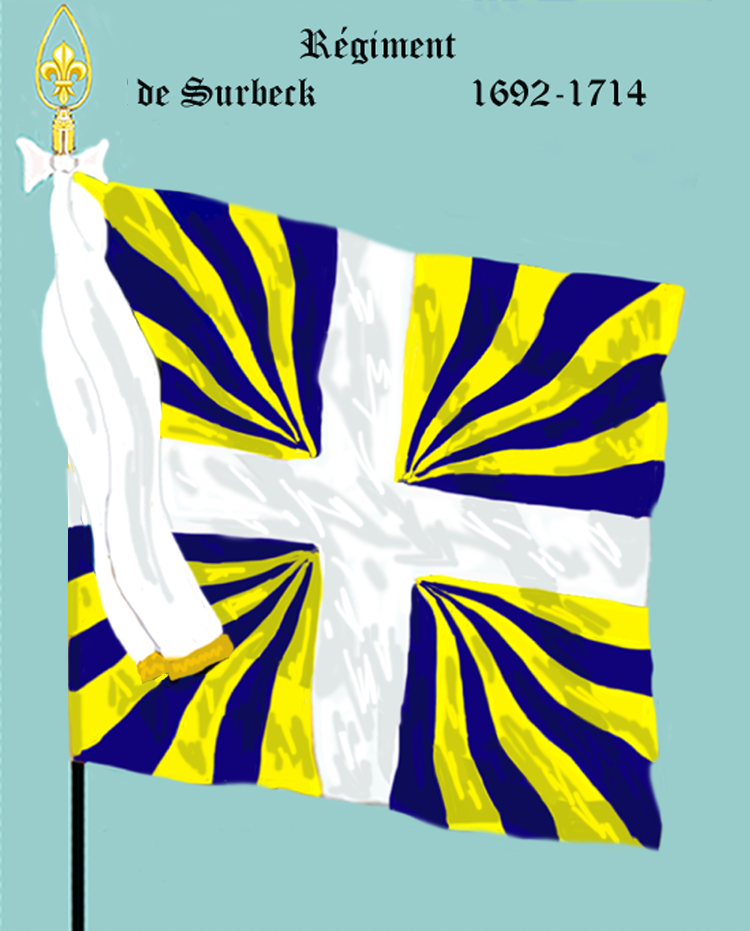
régiment de Surbeck de 1692 à 1714

- Régiment de Surbeck le 25 octobre 1686.

Drapeaux
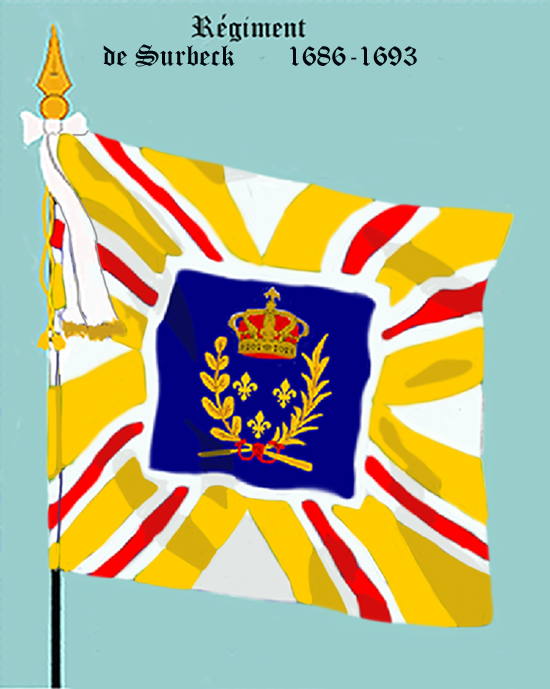
régiment de Surbeck de 1686 à 1693